# Хипертрофија
Хипертрофија је у биологији, абнормално повећање раста неког ткива, дела органа, органа или организма у целини. Израз се користи у психологији да означи свако екстремно изражавање неке психичке функције, способности или црта личности.